# Kraftstation

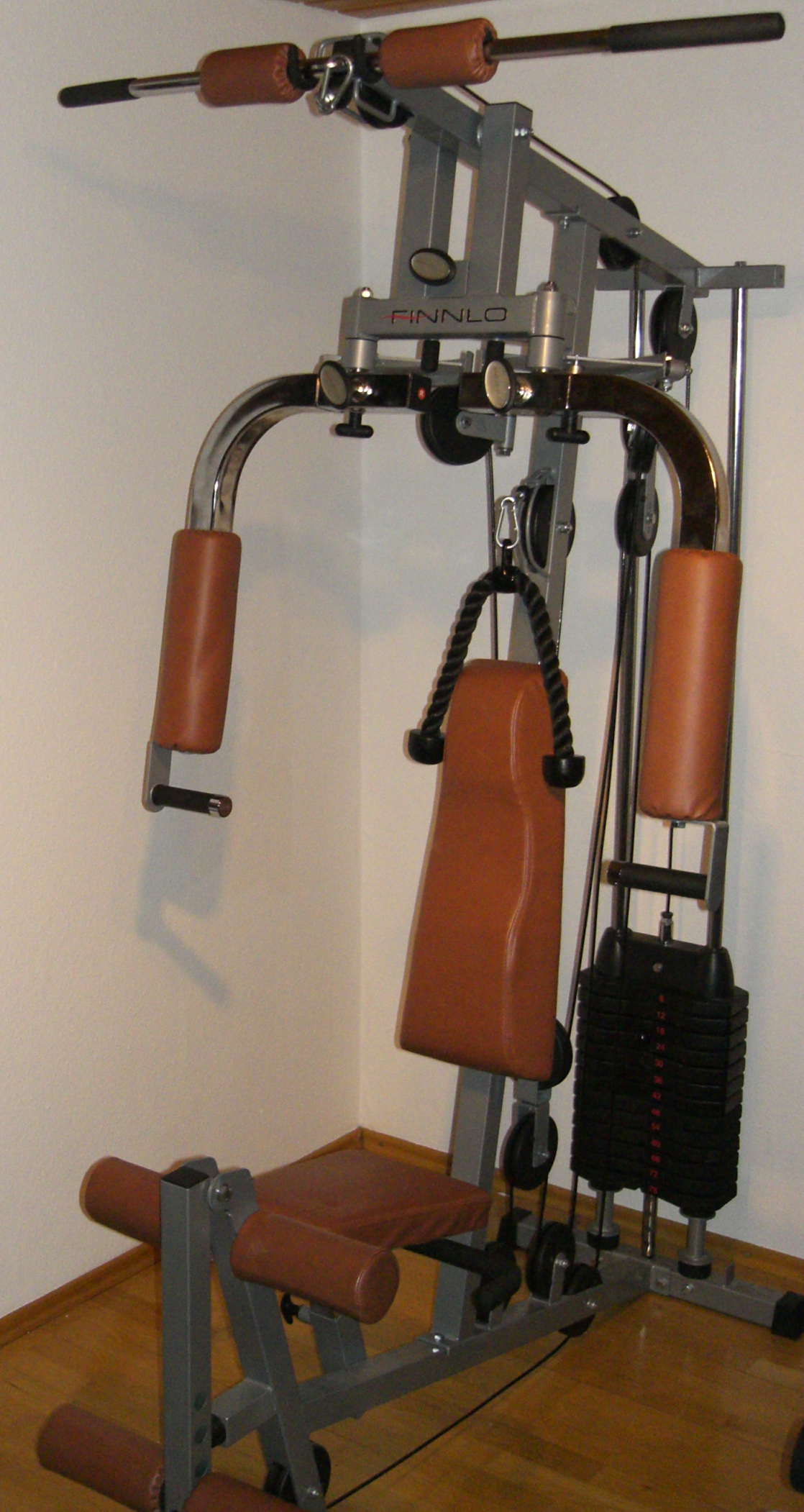
Eine Kraftstation im Heimgebrauch

Bei einer Kraftstation handelt es sich um ein multifunktionales Fitnessgerät, das im Bereich des Bodybuilding für den Muskelaufbau verwendet wird. 
Üblicherweise lassen sich mit einer Kraftstation alle Muskelpartien trainieren. Je nach Ausstattung und Funktionalität des Gerätes gibt es mehrere Übungsmöglichkeiten pro Muskelpartie, das variiert aber von Gerät zu Gerät. 
Ein Vorteil ist, dass nicht für jede Muskelpartie ein eigenes Fitnessgerät benötigt wird. Deshalb finden sich Kraftstationen vor allem im Heimbereich. 